# Георгієвка (Венгеровський район)
Георгієвка (рос. Георгиевка) — присілок у Венгеровському районі Новосибірської області Російської Федерації.
Входить до складу муніципального утворення Сибірцевська 2-а сільрада. Населення становить 116 осіб (2010).

## Історія
Згідно із законом від 2 червня 2004 року органом місцевого самоврядування є Сибірцевська 2-а сільрада.

## Населення
| 2002 | 2007 | 2010 |
| ---- | ---- | ---- |
| 207  | ↘186 | ↘116 |